# Idactus bettoni
Idactus bettoni es una especie de escarabajo longicornio del género Idactus, tribu Ancylonotini, subfamilia Lamiinae. Fue descrita científicamente por Gahan en 1898.

## Descripción
Mide 9-14 milímetros de longitud.

## Distribución
Se distribuye por Arabia Saudita, Botsuana, Etiopía, Kenia, Malaui, Mozambique, Namibia, Somalia, Tanzania y Zimbabue.